# Sete Lagoas (microregio)
Sete Lagoas is een van de 66 microregio's van de Braziliaanse deelstaat Minas Gerais. Zij ligt in de mesoregio Metropolitana de Belo Horizonte en grenst aan de microregio's Pará de Minas, Belo Horizonte, Itabira, Conceição do Mato Dentro, Diamantina, Curvelo en Três Marias. De microregio heeft een oppervlakte van ca. 8.535 km². In 2008 werd het inwoneraantal geschat op 406.743.
Twintig gemeenten behoren tot deze microregio:
- Araçaí
- Baldim
- Cachoeira da Prata
- Caetanópolis
- Capim Branco
- Cordisburgo
- Fortuna de Minas
- Funilândia
- Inhaúma
- Jaboticatubas
- Jequitibá
- Maravilhas
- Matozinhos
- Papagaios
- Paraopeba
- Pequi
- Prudente de Morais
- Santana de Pirapama
- Santana do Riacho
- Sete Lagoas

Mesoregio's: Campo das Vertentes · Central Mineira · Jequitinhonha · Metropolitana de Belo Horizonte · Noroeste de Minas · Norte de Minas · Oeste de Minas · Sul e Sudoeste de Minas · Triângulo Mineiro e Alto Paranaíba · Vale do Mucuri · Vale do Rio Doce · Zona da Mata

Microregio's: Aimorés · Alfenas · Almenara · Andrelândia · Araçuaí · Araxá · Barbacena · Belo Horizonte · Bocaiuva · Bom Despacho · Campo Belo · Capelinha · Caratinga · Cataguases · Conceição do Mato Dentro · Conselheiro Lafaiete · Curvelo · Diamantina · Divinópolis · Formiga · Frutal · Governador Valadares · Grão Mogol · Guanhães · Ipatinga · Itabira · Itaguara · Itajubá · Ituiutaba · Janaúba · Januária · Juiz de Fora · Lavras · Manhuaçu · Mantena · Montes Claros · Muriaé · Nanuque · Oliveira · Ouro Preto · Pará de Minas · Paracatu · Passos · Patos de Minas · Patrocínio · Peçanha · Pedra Azul · Pirapora · Piumhi · Poços de Caldas · Ponte Nova · Pouso Alegre · Salinas · Santa Rita do Sapucaí · São João del-Rei · São Lourenço · São Sebastião do Paraíso · Sete Lagoas · Teófilo Otoni · Três Marias · Ubá · Uberaba · Uberlândia · Unaí · Varginha · Viçosa